# Saint-Marin aux Jeux olympiques d'été de 1972
Saint-Marin participe aux Jeux olympiques d'été de 1972 à Munich du 26 août au 11 septembre 1972. Il s'agit de sa 3e participation à des Jeux olympiques d'été.

## Cyclisme
Saint-Marin a un représentant dans les épreuves de cyclisme : Daniele Cesaretti.

## Tir
Saint-Marin est représenté dans les compétitions de tirs par six athlètes : Italo et Libero Casali, Guglielmo Giusti, Bruno Morri, Silvano Raganini et Roberto Tamagnini.